# Eremo di San Domenico
L'eremo di San Domenico è un edificio religioso, situato nel territorio del comune di Villalago, nella valle del Sagittario, lungo la riva dell'omonimo lago di San Domenico.

## Storia
Comprende una grotta scavata nella roccia calcarea, nella quale secondo la tradizione, attorno all'anno 1000 dimorò il monaco benedettino san Domenico di Sora. Il monaco fu ospitato dapprima presso il monastero benedettino di San Pietro de Lacu, non più presente, in seguito andò anche nella vicina Cocullo, dove guarì una ragazza morsa da un serpente. Presso la strada ammansì anche un lupo, che aveva rapito un infante dalla culla, mentre i genitori spaccavano la legna nel bosco. E il miracolo verrà riproposto in tele votive sul portico dell'eremo.
L'eremo vero e proprio fu costruito intorno al XV secolo, quando si diffuse il culto di san Domenico. Prima della costruzione della diga e della conseguente formazione del lago, nel 1929, l'eremo aveva l'esterno diverso, con portico a bifora e facciata rientrante con finestrone, ed era accessibile da un ponte medievale in grave stato di conservazione. Con la diga fu costruito il nuovo ponte di pietra in stile finto medievale e venne rifatta la facciata dell'eremo.

## Descrizione

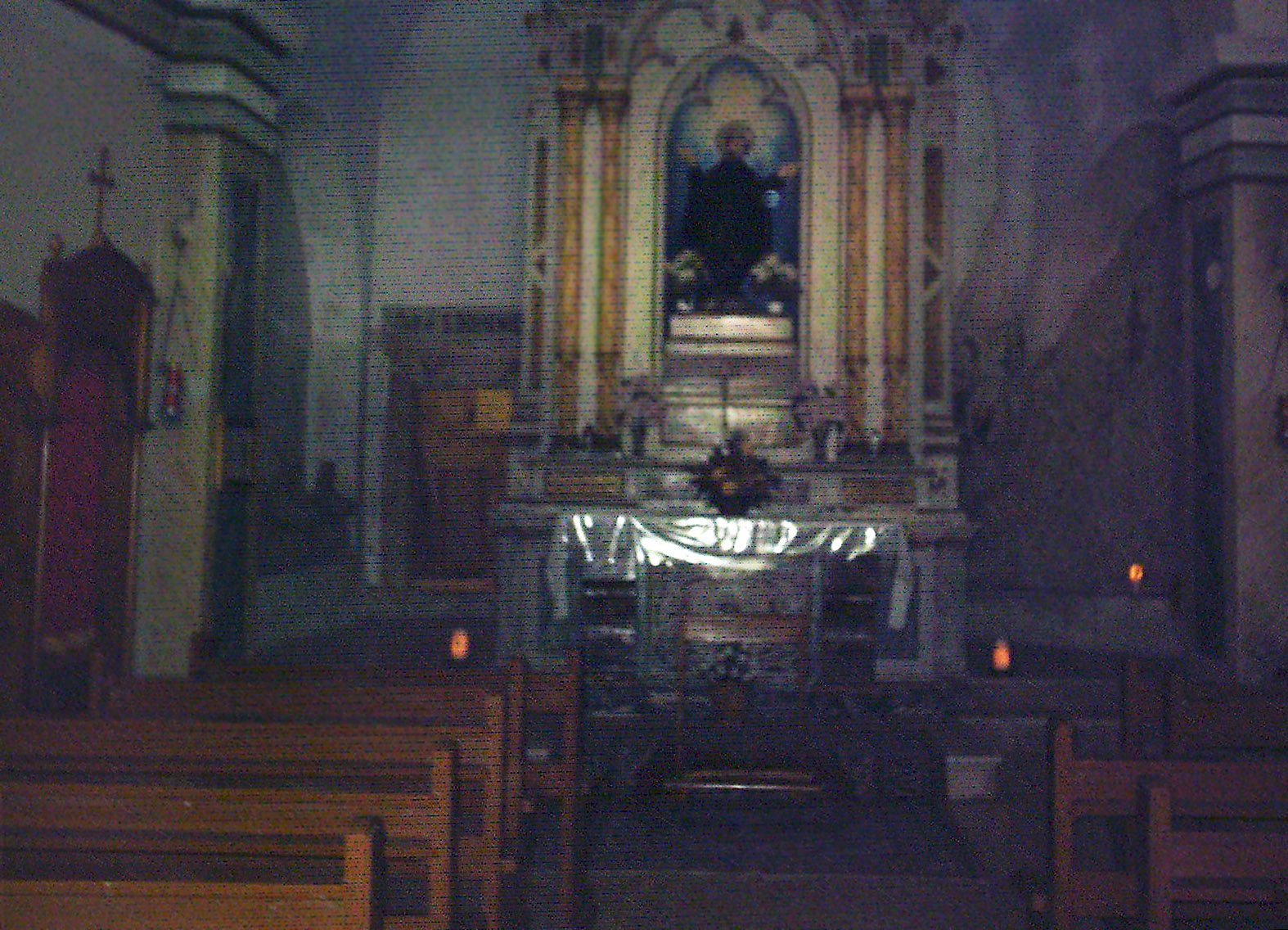
Interno della chiesa

Nella chiesa si accede tramite un portico del XVII secolo, decorato con quattro dipinti del 1938, opera del pittore villalaghese Alfredo Gentile, raffiguranti scene tratte dalla vita del santo e focalizzate sulla narrazione di alcuni miracoli.
La chiesa è a navata unica. Si nota l'altare in stile neogotico, nella nicchia una statua lignea di san Domenico e alla base un paliotto in stucco marmoreo del 1761, quest'ultimo realizzato da Giuseppe Mancini su commissione di Francesco Iafolla, eremita di Villalago.
Sul lato destro della navata, all'interno di una nicchia ricavata nel muro portante, è visibile un dipinto della Madonna col Bambino, risalente agli inizi del XIX secolo. Nella chiesa si trovano altre opere del pittore Alfredo Gentile, quali San Domenico Abate che salva un'ossessa, Sant'Antonio da Padova con Bambino, Madonna con Bambino e San Francesco che parla al lupo, poste in punti diversi ed eseguiti tutti nell'anno 1969.